# Mike Maignan
Mike Peterson Maignan (Cayenne, Francuska Gijana, 3. srpnja 1995.) francuski je nogometni vratar i reprezentativac. Maignan trenutno igra za Milan u Serie A.
Rođen je u Cayenneu u Francuska Gijani, od majke Haićanke rođene u Aquinu i oca s Guadeloupea. Odrastao je u Villiers-le-Belu, u sjevernom predgrađu Pariza.

## Klupska karijera
Karijeru je započeo u Paris Saint-Germainu, ali u dvije profesionalne godine u klubu nije upisao niti jedan službeni nastup za prvu momčad, igrajući uglavnom za rezervnu momčad. Godine 2015. prešao je u Lille za samo 1.000.000 eura i brzo se nametnuo kao prvi vratar momčadi. Godine 2019. proglašen je najboljim vratarom Ligue 1, a 2021. postao je prvak s Lilleom. Nakon te sezone prešao je u Milan za 15.000.000 eura te je u prvoj sezoni osvojio naslov prvaka i bio uvršten u momčad sezone.

## Reprezentativna karijera
Za francusku reprezentaciju debitirao je 2020., ali je godinama bio zamjena za Huga Llorisa, sve dok se Lloris nije umirovio. Na UEFA Euru 2024. proglašen je najboljim vratarom turnira.

## Vanjske poveznice
- Profil, Transfermarkt